# 三冠王 (足球)
三冠王（英語：The Treble）或三料冠軍在一般足球術語情况下指一个足球俱乐部在同一賽季內勝出三項聯賽或盃賽冠軍，而真正意義三冠王表示在同一賽季內勝出三項主要大賽冠軍，當中包括一項國內頂級聯賽冠軍、一項國內杯賽冠軍及一項洲際性杯賽冠軍，而能夠達成該目標的球隊被譽為三冠王，但部分賽事的冠軍並不表示該球隊被譽為三冠王，例如英格蘭慈善盾、西班牙超級盃、歐洲超級盃及世界冠軍球會盃。世界足坛最著名的三冠王是欧洲三冠王（European Treble，亦會簡稱為）。除此之外，还有洲际三冠王（Continental Treble）和本土三冠王（Domestic Treble），洲际三冠王表示三項冠軍最少有一項洲際性杯賽冠軍；本土三冠王表示三項冠軍有一項國內頂級聯賽冠軍及兩項國內杯賽冠軍。三冠王往往专指这个被视为足球俱乐部最高荣誉的成绩，但有部分國家（如英格蘭和蘇格蘭等）因舉辦較多賽事而有機會創造四、五、甚至更多料的冠王。

## 欧洲三冠王
欧洲三冠王代表在欧洲足坛也专指一隊球隊同一個賽季內奪得三項最高錦標冠軍，即国内顶级联赛、国内主要杯赛和欧洲冠军联赛，截止2024-25賽季共有9支球隊曾經達成欧洲三冠王的成就（其中巴塞隆拿、拜仁慕尼黑兩次達到此成就），除了PSV燕豪芬之外，其餘七支三冠王球隊之後在同一年仍然拿下其他比賽的獎盃：
| 球隊         | 國家   | 領隊     | 奪冠年份 | 三冠賽事                                   | 三冠賽事之外奪冠賽事                     |
| ------------ | ------ | -------- | -------- | ------------------------------------------ | ---------------------------------------- |
|              | 苏格兰 | 蘇格蘭   | 1967年   | 蘇格蘭超級聯賽、蘇格蘭杯、歐洲冠軍球會盃   | 蘇格蘭聯賽盃、格拉斯哥杯                 |
| 阿積士       | 荷蘭   | 羅馬尼亞 | 1972年   | 荷蘭甲組聯賽、荷蘭盃、歐洲冠軍球會盃       | 歐洲超級盃、洲際盃                       |
| PSV燕豪芬    | 荷蘭   | 荷兰     | 1988年   | 荷蘭甲組聯賽、荷蘭盃、歐洲冠軍球會盃       | 沒有                                     |
| 曼聯         | 英格兰 | 蘇格蘭   | 1999年   | 英格蘭超級聯賽、英格蘭足總盃、歐洲冠軍聯賽 | 洲際盃                                   |
| 巴塞隆拿     | 西班牙 | 西班牙   | 2009年   | 西班牙甲級聯賽、西班牙國王盃、歐洲冠軍聯賽 | 西班牙超級盃、歐洲超級盃、世界冠軍球會盃 |
| 國際米蘭     | 義大利 | 葡萄牙   | 2010年   | 義大利甲級聯賽、義大利盃、歐洲冠軍聯賽     | 意大利超級盃、世界冠軍球會盃             |
| 拜仁慕尼黑   | 德国   | 德国     | 2013年   | 德國甲級聯賽、德國盃、歐洲冠軍聯賽         | 歐洲超級盃、世界冠軍球會盃               |
| 巴塞隆拿     | 西班牙 | 西班牙   | 2015年   | 西班牙甲級聯賽、西班牙國王盃、歐洲冠軍聯賽 | 歐洲超級盃、世界冠軍球會盃               |
| 拜仁慕尼黑   | 德国   | 德国     | 2020年   | 德國甲級聯賽、德國盃、歐洲冠軍聯賽         | 歐洲超級盃、德國超級盃、世界冠軍球會盃   |
| 曼城         | 英格兰 | 西班牙   | 2023年   | 英格蘭超級聯賽、英格蘭足總盃、歐洲冠軍聯賽 | 歐洲超級盃、世界冠軍球會盃               |
| 巴黎聖日耳門 | 法國   | 西班牙   | 2025年   | 法國甲組足球聯賽、法國盃、歐洲冠軍聯賽     | 法国超级杯                               |

另外，欧洲三冠王亦可以代表有足球俱樂部曾經奪得過歐洲足協三大盃賽：歐洲冠軍聯賽，歐洲足協盃（2009年後為歐霸盃）及歐洲盃賽冠軍盃，由於歐洲盃賽冠軍盃在1999年已經停辦，因此未奪得過歐洲盃賽冠軍盃冠軍的隊伍則無法稱為欧洲三冠王，直到歐洲協會聯賽於2021年舉辦重新出現歐洲三大盃賽，而在2024-25赛季，切尔西首次夺得欧洲协会联赛冠军，成为第一支完成两次欧洲三冠王的球队。目前一共有六支球隊達成：
| 俱樂部     | 第一項錦標              | 第二項錦標              | 第三項錦標            |
| ---------- | ----------------------- | ----------------------- | --------------------- |
| 祖雲達斯   | 1976–77年歐洲足協盃     | 1983–84年歐洲盃賽冠軍盃 | 1984–85年歐洲冠軍盃   |
| 阿積士     | 1970–71年歐洲冠軍盃     | 1986–87年歐洲盃賽冠軍盃 | 1991–92年歐洲足協盃   |
| 拜仁慕尼黑 | 1966–67年歐洲盃賽冠軍盃 | 1973–74年歐洲冠軍盃     | 1995–96年歐洲足協盃   |
| 車路士     | 1970–71年歐洲盃賽冠軍盃 | 2011–12年歐洲冠軍聯賽   | 2012–13年歐洲聯賽     |
| 曼聯       | 1967–68年歐洲冠軍盃     | 1990–91年歐洲盃賽冠軍盃 | 2016–17年歐洲聯賽     |
| 切尔西     | 2018-19年欧洲联赛       | 2020-21年欧洲冠军联赛   | 2024-25年欧洲协会联赛 |

### 歐洲三亞王
歐洲三亞王與歐洲三冠王相反，是指在歐洲足壇也專指一隊球隊同一個賽季在三項最高錦標，即國內頂級聯賽、國內主要杯賽和歐洲賽事獲得亞軍，相比下三亞王比三冠王較難達成，歷史上曾經達成歐洲三亞王有两隊：
| 球隊       | 國家 | 年份   | 賽事 |
| ---------- | ---- | ------ | --- |
|            | 德国 | 2002年 | 德國甲組聯賽（69分；冠軍：多特蒙德 70分） 德國盃（決賽 2: 4 負 史浩克04） 歐洲冠軍聯賽 （決賽 負 1 : 2 皇家馬德里）                  |
| 拜仁慕尼黑 | 德国 | 2012年 | 德國甲組聯賽（73分；冠軍：多特蒙德 81分） 德國盃（決賽 2 : 5 負 多特蒙德） 歐洲冠軍聯賽（決賽 加時1 : 1, 互射十二碼3 : 4 負 切尔西） |

#### 另類歐洲三亞王
因為部分歐洲國家的足協（如英格蘭）除了主要的本土盃賽之外亦有次要的本土盃賽。以英格蘭為例，另類歐洲三亞王是指球隊在不屬於三冠王的主要本土盃賽中奪得亞軍，同時亦包括聯賽及歐聯亞軍。
| 球隊     | 國家   | 年份   | 賽事 |
| -------- | ------ | ------ | --- |
| 車路士   | 英格兰 | 2008年 | 英格蘭超級聯賽（85分；冠軍：曼聯 87分） 聯賽盃（決賽 1: 2 負 熱刺） 歐洲冠軍聯賽 （決賽 加時1 : 1, 互射十二碼5 : 6 負 曼聯） |
| 國際米蘭 | 義大利 | 2025年 | 義大利甲級聯賽 （81份；冠军：那不勒斯 82分） 義大利超级盃 （决赛 2：3 负 AC米兰） 歐洲冠軍聯賽（决赛 0：5负 巴黎聖日耳門）   |

另外，在2012-13賽季時，多特蒙德在德甲獲得了亞軍，並且分別在德國盃八強賽以及歐冠決賽都以一球之差輸給了同一年三冠王得主拜仁慕尼黑。雖然在德國杯僅有八強不符合三亞王的定義，但他們是史上第一支在賽季所有賽事都僅輸給三冠王的球隊。

#### 兩次三亞王足球員
- 德國門將漢斯-約爾格·布特在2001-02球季效力，2011-12球季則效力拜仁慕尼黑，成為上述兩次三亞王足球員。
- 德國中場米歇爾·巴拉克在2001-02球季效力，2007-08球季則效力車路士，成為上述兩次三亞王足球員 (其中一次是另類歐洲三亞王)。更巧合的是，米夏埃尔·巴拉克在兩次這賽季結束後，代表德國參加2002年世界盃足球賽和2008年歐洲足球錦標賽，均獲得亞軍，名符其實雙四亞。 米夏埃尔·巴拉克本身也曾效力拜仁慕尼黑，但不在2011-12的拜仁慕尼黑年三亞王球季。

## 洲际三冠王
洲际三冠王的要求与欧洲三冠王相仿，但是专指欧洲以外的球队。現時除了歐洲之外共有十三支球隊曾經成為三冠王：三支來自亞洲，三支來自中美洲，六支來自非洲以及三支來自大洋洲，不過由於部分國家並沒有設立國內盃賽而無法成為三冠王，但部分國家的情況較為特別而成為三冠王。在南美洲至今仍未出現一支洲際三冠王，最大原因是在1990年代前所有南美洲國家都没有国内杯赛（巴西盃於1989年創辦，阿根廷盃於2011年創辦），最接近的洲際三冠王是1962年的山度士先後奪得聖保羅州聯賽冠軍、Taça Brasil（巴西甲組足球聯賽的前身，當時的頂級國內聯賽）冠軍及南美自由盃冠軍。紐西蘭球隊奥克兰城及韋達基利聯於2006年及2008年成為大洋洲三冠王，兩隊同時奪得新西兰足球锦标赛常規賽冠軍、新西兰足球锦标赛聯賽總冠軍（由新西兰足球锦标赛常規賽前列球隊參加）及大洋洲聯賽冠軍盃冠軍，但新西兰足球锦标赛球隊無法參加國內盃賽Chatham Cup，直至2011年創辦只有新西兰足球锦标赛球隊參加的White Ribbon Cup。
以下列出非洲、北美洲、南美洲及大洋洲曾获洲际三冠王的球队。
| 球隊                                            | 國家           | 洲份   | 奪冠年份             | 三冠賽事                                                                   | 三冠賽事之外獲得的冠軍 |
| ----------------------------------------------- | -------------- | ------ | -------------------- | -------------------------------------------------------------------------- | ---------------------- |
| 恩格爾伯特（F.C. Englebert ，現今的TP马赞姆贝） | 刚果民主共和国 | 非洲   | 1967年               | 刚果民主共和国足球甲级联赛、剛果盃、非洲聯賽冠軍盃                         |                        |
| 藍十字體育會                                    | 墨西哥         | 北美洲 | 1969年               | 墨西哥足球甲级联赛、墨西哥杯、中北美洲及加勒比海聯賽冠軍盃                 | Campeón de Campeones   |
| 维塔体育                                        |                | 非洲   | 1973年               | 刚果民主共和国足球甲级联赛、剛果盃、非洲聯賽冠軍盃                         |                        |
| MC阿尔及尔                                      | 阿尔及利亚     | 非洲   | 1976年               | 阿尔及利亚国家锦标赛、阿尔及利亚杯、非洲聯賽冠軍盃                         |                        |
| 防御部队                                        | 千里達及托巴哥 | 北美洲 | 1985年               | 千里達及托巴哥足球甲级联赛、千里達及托巴哥杯、中北美洲及加勒比海聯賽冠軍盃 |                        |
| 讀賣                                            | 日本           | 亞洲   | 1987年               | 日本足球聯賽、日本天皇盃、亞洲球會錦標賽                                   |                        |
| 艾薩德                                          |                | 亞洲   | 1988－89年           | 卡塔爾足球聯賽、卡塔爾酋長盃、亞洲球會錦標賽                               |                        |
| 藍十字體育會                                    | 墨西哥         | 北美洲 | 1997年               | 墨西哥足球甲级联赛、墨西哥杯、中北美洲及加勒比海聯賽冠軍盃                 |                        |
| 橡树之心                                        |                | 非洲   | 2000年               | 加纳足球甲级联赛、加納足協盃、非洲聯賽冠軍盃                               |                        |
| 艾因                                            | 阿联酋         | 亞洲   | 2002-03年            | 亞洲聯賽冠軍盃，阿聯酋阿拉伯海灣聯賽，阿聯酋超級盃                         |                        |
| 阿赫利                                          | 埃及           | 非洲   | 2005－06年           | 埃及足球甲级联赛、埃及盃、非洲聯賽冠軍盃                                   | 埃及超級盃             |
| 奥克兰城                                        | 新西兰         | 大洋洲 | 2006年               | 新西兰足球锦标赛常規賽、新西兰足球锦标赛總決賽、大洋洲聯賽冠軍盃           |                        |
| 阿赫利                                          | 埃及           | 非洲   | 2006－07年           | 埃及足球甲级联赛、埃及盃、非洲聯賽冠軍盃                                   | 埃及超級盃，非洲超級盃 |
| 韋達基利聯                                      | 新西兰         | 大洋洲 | 2008年               | 新西兰足球锦标赛常規賽、新西兰足球锦标赛總決賽、大洋洲聯賽冠軍盃           |                        |
| 艾斯柏蘭斯                                      | 突尼西亞       | 非洲   | 2011年               | 突尼斯足球甲级联赛、突尼斯盃、非洲聯賽冠軍盃                               |                        |
| 奥克兰城                                        | 新西兰         | 大洋洲 | 2013–14年            | 新西兰足球锦标赛常規賽、新西兰足球锦标赛總決賽、大洋洲聯賽冠軍盃           |                        |
| 奥克兰城                                        | 新西兰         | 大洋洲 | 2014–15年            | 新西兰足球锦标赛常規賽、新西兰足球锦标赛總決賽、大洋洲聯賽冠軍盃           | OFC會長盃              |
| 延根體育                                        | 新喀里多尼亞   | 大洋洲 | 2019年               | 新喀里多尼亞超級足球聯賽、新喀里多尼亞盃、大洋洲聯賽冠軍盃                 |                        |
| 沙特希拉爾                                      | 沙烏地阿拉伯   | 亞洲   | 2019–20年            | 沙地職業足球聯賽、沙特國王盃、亞洲聯賽冠軍盃                               |                        |
| 蒙特雷                                          | 墨西哥         | 北美洲 | 2019–20年            | 墨西哥足球超級聯賽、墨西哥杯、中北美洲及加勒比海聯賽冠軍盃                 |                        |
| 阿赫利                                          | 埃及           | 非洲   | 2019–20年            | 埃及足球甲级联赛、埃及盃、非洲聯賽冠軍盃                                   |                        |
| 艾錫卜                                          | 阿曼           | 亞洲   | 2022年               | 亞洲足協盃、阿曼職業足球聯賽、蘇丹卡布斯盃                                 |                        |
| 奥克兰城                                        | 新西兰         | 大洋洲 | 2022年               | 新西蘭全國聯賽、查塔姆盃、大洋洲聯賽冠軍盃                                 |                        |
| 阿赫利                                          | 埃及           | 非洲   | 2016–17年, 2022–23年 | 埃及足球甲级联赛、埃及盃、非洲聯賽冠軍盃                                   |                        |

## 女子三冠王
女子三冠王歷年來有只有六支女子足球隊完成，指一支球隊同一個賽季內奪得三項最高錦標冠軍，即國內頂級聯賽、國內主要盃賽和洲際級別賽事冠軍，當中法蘭克福和巴塞隆拿兩次達到此成就，里昂五次達到此成就，里昂也是唯一一支連續兩年贏得三冠王的女子足球隊。
與男子相比，女子足球最近年來才職業規範化因此較少出現女子三冠王，歐洲女子冠軍聯賽直到2001年才開始舉行，自由者女子足球賽直到2009年才開始舉行，亞洲女子俱樂部錦標賽直到2019年才開始舉行，非洲女子冠軍聯賽直到2021年才開始舉行，而中北美洲和大洋洲仍然沒有洲際級別女子比賽。此外，許多國家沒有女子頂級盃賽，有些國家甚至沒有國家女子足球聯賽。
| 球隊       | 國家   | 洲份 | 奪冠年份                                              | 奪冠賽事                                               |
| ---------- | ------ | ---- | ----------------------------------------------------- | ------------------------------------------------------ |
| 法兰克福   | 德国   | 歐洲 | 2001–02年, 2007–08年                                  | 德国女子足球甲级联赛、女子德國盃、歐洲女子冠軍聯賽     |
| 阿仙奴     | 英格兰 | 歐洲 | 2006–07年                                             | 英格蘭女子超級聯賽、英格蘭女子足總盃、歐洲女子冠軍聯賽 |
| 里昂       | 法國   | 歐洲 | 2011–12年, 2015–16年, 2016–17年, 2018–19年, 2019–20年 | 法國甲組女子足球聯賽、女子法國盃、歐洲女子冠軍聯賽     |
| 禾夫斯堡   | 德国   | 歐洲 | 2012–13年                                             | 德国女子足球甲级联赛、女子德國盃、歐洲女子冠軍聯賽     |
| 日視美人隊 | 日本   | 亞洲 | 2019年                                                | 日本女子足球聯賽、皇后盃、亞洲女子俱樂部錦標賽         |
| 巴塞隆拿   | 西班牙 | 歐洲 | 2020–21年, 2023–24年                                  | 西班牙女子甲組足球聯赛、女子西班牙盃、歐洲女子冠軍聯賽 |

## 準三冠王
以下球隊雖然在同一賽季內勝出三項本土聯賽及盃賽冠軍，但嚴格上不可以與歐洲三冠王及洲際三冠王齊名，因此只可以稱為準三冠王，原因如下：
- 所贏得盃賽冠軍並非國內最高等級：英格蘭聯賽盃、德國聯賽盃。
- 所贏得洲際性盃賽冠軍必須是每個洲別最高等級的賽事：歐洲冠軍球會盃 / 歐洲聯賽冠軍盃、亞洲聯賽冠軍盃、南美自由盃，而贏得歐洲足協盃、歐洲超級盃、世界冠軍球會盃、洲際盃則不計算在內。

| 球隊           | 國家     | 洲份   | 奪冠年份       | 奪冠賽事（斜體字代表不屬於三冠王賽事）                             |
| -------------- | -------- | ------ | -------------- | ------------------------------------------------------------------ |
| 皇家馬德里     | 西班牙   | 歐洲   | 1957年         | 西班牙甲組聯賽、拉丁盃、欧洲冠军杯                                 |
| 山度士         | 巴西     | 南美洲 | 1962年         | 聖保羅州聯賽、Taça Brasil、南美自由盃、洲際盃                      |
| 國際米蘭       | 義大利   | 歐洲   | 1965年         | 意大利甲組聯賽、欧洲冠军杯、洲際盃                                 |
| 哥登堡         | 瑞典     | 欧洲   | 1982年         | 瑞典足球超级联赛、瑞典盃、歐洲足協盃                               |
| 利物浦         | 英格兰   | 欧洲   | 1984年         | 英格蘭甲組聯賽、英格蘭聯賽盃、欧洲冠军杯                           |
| 贝尔格莱德红星 | 南斯拉夫 | 欧洲   | 1991年         | 南斯拉夫足球甲級聯賽、欧洲冠军杯、洲際盃                           |
| 阿積士         | 荷蘭     | 欧洲   | 1995年         | 荷蘭甲組足球聯賽、欧洲冠军杯、洲際盃                               |
| 泰国农民银行   | 泰國     | 亚洲   | 1995年         | 泰国足球超级联赛、泰王杯、亞洲聯賽冠軍盃                           |
| 加拉塔沙雷     | 土耳其   | 欧洲   | 2000年         | 土耳其足球超级联赛、土耳其盃、歐洲足協盃                           |
| 利物浦         | 英格兰   | 欧洲   | 2001年         | 欧洲联盟杯、英格兰足总杯、聯賽盃[a]                                |
| 拜仁慕尼黑     | 德国     | 欧洲   | 2001年         | 德國甲級聯賽、德國聯賽盃、歐洲聯賽冠軍盃、洲際盃                   |
| 波圖           | 葡萄牙   | 欧洲   | 2003年，2011年 | 葡萄牙足球超级联赛、葡萄牙盃、歐洲足協盃                           |
| 莫斯科中央陸軍 | 俄羅斯   | 欧洲   | 2005年         | 俄羅斯足球超級聯賽、俄羅斯盃、歐洲足協盃                           |
| 卡迪斯亞       | 科威特   | 亞洲   | 2013–14年      | 科威特超級足球聯賽，科威特王儲盃，科威特超級盃                     |
| 法林明高       | 巴西     | 南美洲 | 2019年         | 巴西足球甲級聯賽、里約熱內盧州錦標賽、南美自由盃                   |
| 彭美拉斯       | 巴西     | 南美洲 | 2020年         | 巴西盃、巴西聖保羅州聯賽、南美自由盃                               |
| 中岸水手       | 澳洲     | 亞洲   | 2023–24年      | 亞洲足協盃，澳大利亞職業足球聯賽常規賽，澳大利亞職業足球聯賽季後賽 |
| 科威特SC       |          | 亞洲   | 2024–25年      | 亞足聯挑戰聯賽，土庫曼超級足球聯賽，土庫曼盃                       |

- a1  - 利物浦在2001年雖然不能在英超聯及歐冠奪冠，但獲得欧洲联盟杯、英格兰足总杯及聯賽盃的冠軍成為盃賽三冠王，如果算上同一自然年却不在同一个足球赛季的英格蘭慈善盾和歐洲超級盃，即是在一年內成為五冠王。

## 本土賽事三冠王排名榜
本土賽事三冠王是指一支球隊在同一賽季內勝出本土頂級聯賽及兩項杯賽冠軍，以下列出世界各地最多次成為本土賽事三冠王的球隊。由於部分國家沒有舉行一項或以上的杯賽賽事而無法列出。截止2023年，蘇格蘭的保持奪得最多本土三料冠軍的紀錄，共達八次之多。
| 球隊                      | 國家/地區    | 三冠王次數 | 三冠賽季                                                                                | 三冠賽事 |
| ------------------------- | ------------ | ---------- | --------------------------------------------------------------------------------------- | --- |
|                           | 苏格兰       | 8次        | 1966–67年，1968–69年，2000–01年，2016–17年， 2017–18年，2018–19年，2019–20年，2022–23年 | 蘇格蘭超級足球聯賽，蘇格蘭盃，蘇格蘭聯賽盃 |
|                           | 苏格兰       | 7次        | 1948–49年、1963–64年、1975–76年[n]、1977–78年、 1992–93年、1998–99年、2002–03年         | 蘇格蘭超級足球聯賽，蘇格蘭盃，蘇格蘭聯賽盃 |
| 大城電力局 / 武里南联     | 泰國         | 6次        | 2011年，2013年[g]，2015年[o]，2021–22年, 2022–2023年, 2024–25年                         | 泰国足球超级联赛，泰國足總盃，泰國聯賽盃 |
| 南華                      | 香港         | 6次        | 1971–72年，1986–87年，1987–88年[a]，1990–91年[a]，2001–02年，2006–07年                  | 香港甲組足球聯賽，香港高級組銀牌，香港總督盃（1971–72年） 香港甲組足球聯賽，香港足總盃，香港總督盃（1986–87年） 香港甲組足球聯賽，香港高級組銀牌，香港足總盃 （1987–88年，1990–91年） 香港高級組銀牌，香港足總盃，香港聯賽盃（2001–02年） 香港甲組足球聯賽，香港高級組銀牌，香港足總盃（2006–07年） |
| 凱薩酋長                  | 南非         | 6次        | 1976年，1977年，1981年，1984年[k]，1989年，2002年                                       | 南非國家超級足球聯賽，南非足總盃，南非國家足球聯賽季後賽（1976年，1977年，1981年，1992年） 南非國家足球聯賽，南非足總盃，南非聯賽盃（1984年） 南非國家足球聯賽，南非國家足球聯賽季後賽，南非聯賽盃（1989年）                                                                                        |
| 巴黎聖日門                | 法國         | 5次        | 2014–15年[m], 2015–16年, 2017–18年, 2019–20年, 2024–25年                                | 法國甲組足球聯賽，法國盃，法國聯賽盃（2020年后停办），法国超级杯 |
| 连菲特                    | 北爱尔兰     | 5次        | 1922年[c]，1962年[c]，1994年，2006年，[c] 2008年                                        | 愛爾蘭足球聯賽，愛爾蘭盃，安特里姆郡盾（1922年，1962年） 愛爾蘭足球聯賽，愛爾蘭盃，愛爾蘭聯賽盃（1994年） 北愛爾蘭超級足球聯賽, 愛爾蘭盃，愛爾蘭聯賽盃（2006年，2008年） |
| 精工體育會                | 香港         | 5次        | 1973年，1979年，1980年，1981年，1985年                                                  | 香港甲組足球聯賽，香港高級組銀牌，香港總督盃（1973年，1979年，1985年） 香港甲組足球聯賽，香港高級組銀牌，香港足總盃（1980年，1981年） |
| 傑志                      | 香港         | 5次        | 2011–12年, 2014–15年, 2016–17年, 2017–18年, 2022–23年                                   | 香港甲組足球聯賽，香港足總盃，香港聯賽盃（2012年） 香港超級足球聯賽，香港足總盃，香港聯賽盃（2015年） 香港超級足球聯賽，香港高級組銀牌，香港足總盃（2017年） 香港超級足球聯賽，香港高級組銀牌，香港足總盃（2016–17年, 2022–23年） 香港超級足球聯賽，香港菁英盃，香港足總盃（2017–18年）             |
| 波圖                      | 葡萄牙       | 4次        | 2002–03年, 2005–06年, 2010–11年, 2021–22年                                              | 葡萄牙足球超級聯賽，葡萄牙盃，葡萄牙超級盃 |
| 方濟各會                  |              | 4次        | 1998–99年, 2001–02年, 2002–03年, 2004–05年                                              | 馬提尼克全國錦標賽，馬提尼克盃，馬提尼克總理事會盃 |
| 新聖徒                    | 威爾斯       | 3次        | 2014–15年, 2015–16年, 2024–25年                                                         | 威尔士足球超级联赛，威爾斯盃，威爾斯聯賽盃 |
| 沙姆洛克流浪              | 爱尔兰       | 3次        | 1924–25年, 1931–32年, 1963–64年                                                         | 愛爾蘭聯賽盃, 愛爾蘭足總盃，愛爾蘭聯賽盾[b] |
| 柔佛DT                    | 马来西亚     | 2次        | 2022年, 2024–25年                                                                       | 馬來西亞超級足球聯賽，馬來西亞足總盃，馬來西亞盃 |
| 華列達                    | 馬爾他       | 2次        | 1997年[h]，2001年[i]                                                                    | 馬耳他足球超級聯賽, 馬耳他足總盃，Löwenbräu盃 |
| 巴里镇                    | 威爾斯       | 2次        | 1997年，1999年                                                                          | 威尔士足球超级联赛，威爾斯盃，威爾斯聯賽盃（1997年） 威尔士足球超级联赛, 威爾斯足協超級盃，威爾斯聯賽盃（1999年） |
| 東方                      | 香港         | 2次        | 1993年，1994年                                                                          | 香港甲組足球聯賽，香港足總盃，香港高級組銀牌 |
| 吉打                      | 馬來西亞     | 2次        | 2007年，2008年                                                                          | 馬來西亞超級足球聯賽, 马来西亚金杯, 馬來西亞足總盃 |
| 奥兰多海盗                | 南非         | 2次        | 1973年，2011年[l]                                                                       | 南非足球超级联赛，南非足總盃，南非國家足球聯賽季後賽 |
| 艾華達                    | 約旦         | 2次        | 2008–09年, 2010–11年                                                                    | 約旦職業足球聯賽，約旦足總盃，約旦足總盾 |
| 墨爾本勝利                | 澳洲         | 2次        | 2008–09年, 2015年                                                                       | 澳大利亞職業足球聯賽常規賽，澳大利亞職業足球聯賽季後賽，澳大利亞職業足球聯賽聯賽挑戰盃（2008–09年） 澳大利亞職業足球聯賽季後賽，澳大利亞職業足球聯賽聯賽挑戰盃，澳洲足總盃（2015年） |
| 新加坡新潟天鵝            | 新加坡       | 2次        | 2016年，2017年                                                                          | 新加坡職業足球聯賽，新加坡盃，新加坡聯賽盃 |
| 科威特SC                  | 科威特       | 2次        | 2017年，2019年                                                                          | 科威特超級足球聯賽，科威特國王盃，科威特王儲盃 |
| 馬姆洛迪辛當斯            | 南非         | 2次        | 2019–20年, 2021–22年                                                                    | 南非足球超級聯賽，南非足總盃，南非聯賽盃（2019–20年） 南非足球超級聯賽，南非足總盃，MTN 8（2021–22年） |
| 日產汽車                  | 日本         | 2次        | 1988–89年, 1989–90年                                                                    | 日本足球聯賽，日本天皇盃，日本聯賽盃 |
| 艾薩德                    | 卡塔爾       | 2次        | 2007年, 2021年                                                                          | 卡塔爾星級足球聯賽，卡塔爾酋長盃，卡塔爾盃 |
| 布咸美恩斯                | 愛爾蘭       | 1次        | 1927–28年                                                                               | 爱尔兰足球联赛，愛爾蘭足協盃，愛爾蘭聯賽盾[b] |
| 福爾里弗射手              | 美國         | 1次        | 1930年                                                                                  | 美國足球聯賽，美國國家挑戰盃，路易斯盃 |
| 布魯克哈頓（Brookhattan） | 美國         | 1次        | 1945年                                                                                  | 美國足球聯賽，美國國家挑戰盃，路易斯盃 |
| 山度士                    | 巴西         | 1次        | 1964年                                                                                  | 巴西甲組足球聯賽，里約-聖保羅錦標賽，巴西聖保羅州聯賽 |
| 巴伊亚                    | 巴西         | 1次        | 1959年                                                                                  | 巴西足球甲級聯賽，巴西巴伊亞省聯賽，Taça Norte-Nordeste， |
| 多倫多克羅地亞            | 加拿大       | 1次        | 1971年                                                                                  | NSL盃，NSL常規賽，NSL季後賽 |
| 三菱汽車                  | 日本         | 1次        | 1978年                                                                                  | 日本足球聯賽，日本天皇盃，日本聯賽盃 |
| 塞爾維特                  | 瑞士         | 1次        | 1979年                                                                                  | 瑞士挑戰聯賽, 瑞士盃, 瑞士聯賽盃 |
| 索菲亞列夫斯基            | 保加利亞     | 1次        | 1984年                                                                                  | 保加利亞足球甲級聯賽, 保加利亞盃，蘇聯紅軍盃 |
| 德利城                    | 愛爾蘭       | 1次        | 1989年                                                                                  | 爱尔兰足球联赛，愛爾蘭足協盃，愛爾蘭聯賽盃 |
| 馬摩洛迪落日              | 南非         | 1次        | 1990年                                                                                  | 南非國家足球聯賽，南非聯賽盃，南非國家足球聯賽季後賽 |
| 墨爾本騎士                | 澳洲         | 1次        | 1995年                                                                                  | NSL常規賽，NSL Cup，NSL季後賽 |
| 阿克拉内斯竞技            | 冰島         | 1次        | 1996年                                                                                  | 冰島足球超級聯賽, 冰島盃, 冰島聯賽盃 |
| 伊蒂哈德                  | 沙烏地阿拉伯 | 1次        | 1997年                                                                                  | 沙特职业足球联赛，沙特王子皇冠盃，沙特聯合盃 |
| 釜山大宇皇家              | 南韓         | 1次        | 1997年                                                                                  | 韩国职业足球联赛，南韓聯賽盃，南韓聯賽盃（追加盃賽） |
| 水原三星藍翼              | 南韓         | 1次        | 1999年                                                                                  | 韩国职业足球联赛，南韓聯賽盃，南韓聯賽盃（追加盃賽）[j] |
| 拜仁慕尼黑                | 德国         | 1次        | 2000年                                                                                  | 德國甲組足球聯賽，德國盃，德國聯賽盃 |
| 加拉塔沙雷                | 土耳其       | 1次        | 2000年                                                                                  | 土耳其足球超级联赛，土耳其盃，TSYD盃 |
| 鹿島鹿角                  | 日本         | 1次        | 2000年                                                                                  | 日本職業足球聯賽，日本天皇盃，日本聯賽盃 |
| 高士路                    | 巴西         | 1次        | 2003年                                                                                  | 巴西足球甲級聯賽，巴西米纳斯吉拉斯省聯賽，巴西盃， |
| 萊爾                      | 威爾斯       | 1次        | 2004年                                                                                  | 威尔士足球超级联赛，威爾斯盃，威爾斯聯賽盃 |
| 希拉爾                    | 沙烏地阿拉伯 | 1次        | 2005年                                                                                  | 沙特职业足球联赛，沙特王子皇冠盃，沙特聯合盃 |
| 邦比                      | 丹麥         | 1次        | 2005年                                                                                  | 丹麥足球超級聯賽，丹麥盃，丹麦联赛杯[d] |
| 晨曦                      | 香港         | 1次        | 2005年                                                                                  | 香港甲組足球聯賽，香港高級組銀牌，香港足總盃[e] |
| 迪比辛尼                  | 匈牙利       | 1次        | 2010年                                                                                  | 匈牙利足球甲级联赛，匈牙利盃，匈牙利聯賽盃[f] |
| 吉蘭丹                    | 馬來西亞     | 1次        | 2012年                                                                                  | 馬來西亞超級足球聯賽，马来西亚金杯，馬來西亞足總盃 |
| 國民體育會                | 哥倫比亞     | 1次        | 2013年                                                                                  | 哥倫比亞超級足球聯賽（春季），哥伦比亚杯，哥倫比亞超級足球聯賽（冠軍）總冠軍 |
| 林肯紅魔鬼                | 直布羅陀     | 1次        | 2014年                                                                                  | 直布羅陀超級足球聯賽，搖滾盃，直布羅陀超級盃 |
| 賓菲加                    | 葡萄牙       | 1次        | 2014年                                                                                  | 葡萄牙足球超級聯賽，葡萄牙盃，葡萄牙聯賽盃 |
| 大阪飛腳                  | 日本         | 1次        | 2014年                                                                                  | 日本職業足球聯賽，日本天皇盃，日本聯賽盃 |
| 特拉維夫馬卡比            | 以色列       | 1次        | 2014–15年                                                                               | 以色列足球超级联赛，以色列國家盃，以色列托托杯 |
| 布加勒斯特星              | 羅馬尼亞     | 1次        | 2014–15年                                                                               | 羅馬尼亞足球甲級聯賽，羅馬尼亞盃，羅馬尼亞聯賽盃 |
| FC多倫多                  | 加拿大[p]    | 1次        | 2017年                                                                                  | 加拿大足球錦標賽，支持者之盾，美國職業足球大聯盟盃 |
| FC悉尼                    | 澳洲         | 1次        | 2017年                                                                                  | 澳洲職業足球聯賽常規賽，澳洲職業足球聯賽季後賽，澳洲足總盃 |
| 艾杜哈尼                  | 卡塔爾       | 1次        | 2018年                                                                                  | 卡塔爾星級足球聯賽，卡塔爾盃，卡塔爾酋長盃 |
| 曼城                      | 英格蘭       | 1次        | 2018–19年                                                                               | 英格蘭超級聯賽，英格蘭足總盃，英格蘭聯賽盃 |
| 柏克塔哥                  | 烏茲別克     | 1次        | 2019年                                                                                  | 烏茲別克超級足球聯賽，烏茲別克盃，烏茲別克聯賽盃 |
| 明尼路體育會              | 巴西         | 1次        | 2021年                                                                                  | 巴西甲組足球聯賽，巴西盃，米納斯吉拉斯州錦標賽 |
| 巴塞罗那                  | 西班牙       | 1次        | 2024-25年                                                                               | 西班牙足球甲级联赛，西班牙国王杯，西班牙超级杯 |

- a1 a2  - 南華在1988年及1991年在同一賽季內完成四冠王，除了本土三冠王之外還贏得香港總督盃。
- b1 b2  - 愛爾蘭聯賽盾為愛爾蘭聯賽盃的前身。
- c1  - 连菲特在1922年完成國內七冠盃，除了本土三冠王之外還贏得愛爾蘭城市盃，愛爾蘭金盃，貝爾法斯特慈善盃及阿蘭布拉盃。.
- c3  - 连菲特在2006年完成國內四冠盃，除了本土三冠王之外還贏得安特里姆郡盾。
- d  - 丹麥聯賽盃是一項只上陣45分鐘的足球錦標賽，嚴格上來說丹麥聯賽盃不屬於一項正式賽事。
- e  - 晨曦在2005年在同一賽季內完成四冠王，除了本土三冠王之外還贏得香港聯賽盃。
- f  - 迪比辛尼在2010年在同一賽季內完成四冠王，除了本土三冠王之外還贏得匈牙利超级杯。
- g  - 武里南联在2013年在同一賽季內完成四冠王，除了本土三冠王之外還贏得及泰國超級盃
- h  - 華列達在1997年在同一賽季內完成五冠王，除了本土三冠王之外還贏得馬耳他超級盃及超級5彩票錦標賽
- i  - 華列達在2001年在同一賽季內完成六冠王，除了本土三冠王之外還贏得馬耳他超級盃，超級5彩票錦標賽及馬耳他百週年紀念盃。
- j  - 水原三星藍翼在1999年在同一賽季內完成四冠王，除了本土三冠王之外還贏得及韓國超級盃。
- k  - 凱薩酋長在1984年年在同一賽季內完成四冠王，除了本土三冠王之外還贏得及Sales House Cup。
- l  - 奧蘭多海盜在2011年在同一賽季內完成五冠王，除了本土三冠王之外還贏得Telkom Knockout及Carling Black Label Cup。.
- m  - 巴黎聖日門在2015年在同一賽季內完成四冠王，除了本土三冠王之外還贏得法國超級盃。
- n  - 格拉斯哥流浪在1976年在同一賽季內完成四冠王，除了本土三冠王之外還贏得格拉斯哥盃。
- o  - 武里南联在2015年在同一賽季內完成五冠王，除了本土三冠王之外還贏得泰國皇家盃及豐田湄公球會冠軍盃。
- p  - FC多倫多位於加拿大，並參加加拿大錦標賽，但仍會參加鄰國美國足球協會的比賽。

## 雙三冠王球員及領隊
以下是曾經兩次協助球隊成為歐洲三冠王的球員及領隊，其中喀麥隆球員是目前第一位也是唯一一位協助兩間不同球會成為歐洲三冠王的球員；与路易斯·恩里克是唯二協助兩間不同球會成為歐洲三冠王的領隊：
| 球員          | 位置 | 三冠賽季                               |
| ------------- | ---- | -------------------------------------- |
| 伊度奧        | 前鋒 | 2009年在巴塞隆拿，2010年在國際米蘭     |
| 美斯          | 前鋒 | 2009年及2015年在巴塞隆拿               |
| 丹尼爾·艾維斯 | 右閘 | 2009年及2015年在巴塞隆拿               |
| 恩尼斯達      | 中場 | 2009年及2015年在巴塞隆拿               |
| 沙維          | 中場 | 2009年及2015年在巴塞隆拿               |
| 柏度·洛迪古斯 | 翼鋒 | 2009年及2015年在巴塞隆拿               |
| 碧基          | 中堅 | 2009年及2015年在巴塞隆拿               |
| 布斯基斯      | 中場 | 2009年及2015年在巴塞隆拿               |
| 阿拉巴        | 後衛 | 2013年及2020年在拜仁慕尼黑             |
| 查維·馬天尼斯 | 中場 | 2013年及2020年在拜仁慕尼黑             |
| 謝洛美·保定   | 中堅 | 2013年及2020年在拜仁慕尼黑             |
| 紐亞          | 門將 | 2013年及2020年在拜仁慕尼黑             |
| 托马斯·穆勒   | 中場 | 2013年及2020年在拜仁慕尼黑             |
| 西班牙        | 領隊 | 2009年在巴塞隆拿，2023年在曼城         |
| 路易斯·恩里克 | 領隊 | 2015年在巴塞隆拿，2025年在巴黎圣日耳曼 |

## 外部連結
- 世界各地雙料及三料冠軍列表（页面存档备份，存于）